# Хохол (село)
Хохо́л — село в Хохольском районе Воронежской области России.
Входит в состав Хохольского городского поселения.

## География
Село Хохол расположено на восточном краю Среднерусской возвышенности, у впадения одноимённой реки Хохол в Девицу, правый приток Дона. Рельеф холмистый, разброс высот от 110 до 170 метров над уровнем моря.

### Улицы
50 лет Октября ул.,
60 лет Образования СССР ул.,
Абрикосовая ул.,
Анны Жаглиной ул.,
Васильева пер.,
Виноградная ул.,
Волкова пер.,
Горького ул.,
Есенина пер.,
Железнодорожный пер.,
Жукова ул.,
Зареченская ул.,
Зелёная ул.,
Красная Слобода ул.,
Красноармейская ул.,
Краснооктябрьская ул.,
Крупской ул.,
Кутузова ул.,
Лазовая ул.,
Ленина ул.,
Ленинский пр-кт.,
Лермонтова пер.,
Ломоносова ул.,
Майская ул.,
Мамонтова пер.,
Мира ул.,
Мичурина ул.,
Молодежная ул.,
Набережная ул.,
Натальи Стрыгиной ул.,
Новая ул.,
Новоселов ул.,
Пушкинская ул.,
Садовая ул.,
Слобода Верхняя ул.,
Советский пер.,
Солнечный пер.,
Сосновый пер.,
Тенистая ул.,
Терешковой ул.,
Фадеева пер.,
Центральная ул.,
Шуры Лавлинской ул.

## История
Село основано в 1665 году при строительстве Белгородской засечной черты. Заселялось в основном государственными крестьянами, несущими повинность по продовольственному обеспечению крепостей оборонительной линии.
Название дано по реке Хохол. Первоначально село входило в состав Воронежского уезда. По новому административному делению Петра I в 1708 году вошло в Воронежскую обер-комендантскую провинцию Азовской губернии, с 1719 — Воронежской провинции, с 1725 — Воронежской губернии.
Конец XVIII века ознаменовался новой реформой административно-территориального деления, при которой село образовало одноимённую волость, оказавшуюся в Нижнедевицком уезде сначала Воронежского наместничества (1779), а затем — Воронежской губернии (1796), где пребывала до 1928 года.
В 1788 г. в селе появилось первое каменное здание — Спасская церковь с колокольней и приделами Казанской иконы Божией Матери и святого Тихона Амафунтского.
В Списке населенных мест Воронежской губернии за 1865 г. (по сведениям 1859 г.) Хохол значится как село казенное Нижнедевицкого уезда при речках Хохле и Девице, в 30 верстах от уездного города Нижнедевицка. В селе числилось 612 дворов и 5362 жителя обоего пола — 2620 мужского и 2742 женского. Указана православная церковь.
В 1897 году через территорию волости пролегла железнодорожная ветка Воронеж — Касторная.
В 1900 году в Хохле имелись 3 общественных здания, земская школа, церковно-приходская школа, 3 винные, 10 мелочных лавок.
В 1928 деление на губернии было упразднено, село Хохол вошло в Нижнедевицкий район Центрально-Чернозёмной области. С разделом последней на Курскую и Воронежскую в 1934 район остался во второй. Через год создан Хохольский район, центром которого стало данное село.
В 1931 году в Хохле побывала иностранная делегация, в которую входили общественные деятели и писатели Поль Вайян-Кутюрье, Карл Грюнберг, Джон Кьюнитц, Эмиль Мадараш.
С июля 1942 года по январь 1943 года Хохол был оккупирован немецко-фашистскими войсками. В братской могиле похоронен Герой Советского Союза Григорий Семёнович Васильев.
В сельском клубе Хохла в феврале 1951 года состоялась встреча с Александром Трифоновичем Твардовским[значимость факта?].
С постройкой в 1965 году сахарного завода восточнее села центром района стал заводской посёлок Хохольский, располагающийся на противоположном берегу реки Хохол.
С 2015 года село входит в состав городского поселения Хохольский.

## Известные уроженцы с. Хохол
- Грибанов Михаил Васильевич (1928—2011) — Герой Социалистического Труда
- Жаглин Алексей Григорьевич (1937—1999) — Герой Социалистического Труда, Заслуженный машиностроитель РСФСР
- Жаглин Василий Иванович (1935—2015) — Заслуженный строитель Российской Федерации
- Панин Василий Степанович (1935—2019) — Заслуженный деятель искусств Российской Федерации

## Население
| 1859 | 1897  | 1959  | 1979  | 2002  | 2010  | 2021  |
| ---- | ----- | ----- | ----- | ----- | ----- | ----- |
| 5362 | ↗7834 | ↗8333 | ↘5647 | ↘4944 | ↘4512 | ↘4215 |

## Инфраструктура
В настоящее время в селе Хохол имеются 2 сельскохозяйственных предприятия, молочный завод, птицефабрика, колбасный цех, средняя, неполная средняя школы, детский сад, Дом культуры, Дом ремёсел, амбулатория, фельдшерско-акушерский пункт, 2 аптеки, 3 почтовых отделения.